# Alessandro Mendini
Alessandro Mendini (Milaan, 16 augustus 1931 – Milaan, 18 februari 2019) was een Italiaans ontwerper, auteur en architect. Hij speelde een belangrijke rol in de ontwikkeling van Italiaans design. Hij werkte daarnaast ook voor de tijdschriften Casabella, Modo en Domus.

## Loopbaan
Na zijn studie architectuur aan de Technische Hogeschool in Milaan werd Mendini hoofdredacteur van enkele vaktijdschriften, waarin hij zijn ideeën over architectuur en kunst weergaf. In de jaren zeventig was hij een van de belangrijkste persoonlijkheden bij de protestbeweging 'Radical Design'. In 1973 was hij medestichter van de groep Global Tools.
In 1977 werd hij lid van Alchimia, een avant-gardistische ontwerpersgroep. In 1989 richtte hij samen met zijn broer Francesco het ontwerpbureau Atelier Mendini op.
In Nederland heeft Mendini het Groninger Museum en het interieur van een Koploper-treinstel ontworpen. Hij ontwierp gebruiksvoorwerpen voor Alessi en Venini. De kurkentrekker AnnaG, die hij ontwierp voor Alessi groeide uit tot een icoon van het hedendaagse design. Als architect tekende hij ook de plannen voor de Paradijstoren in Hiroshima (Japan), het Keramiekmuseum in Incheon (Zuid-Korea) en het nieuwe Olympisch Zwembad in Triëst.

## Werk in openbare collecties (selectie)

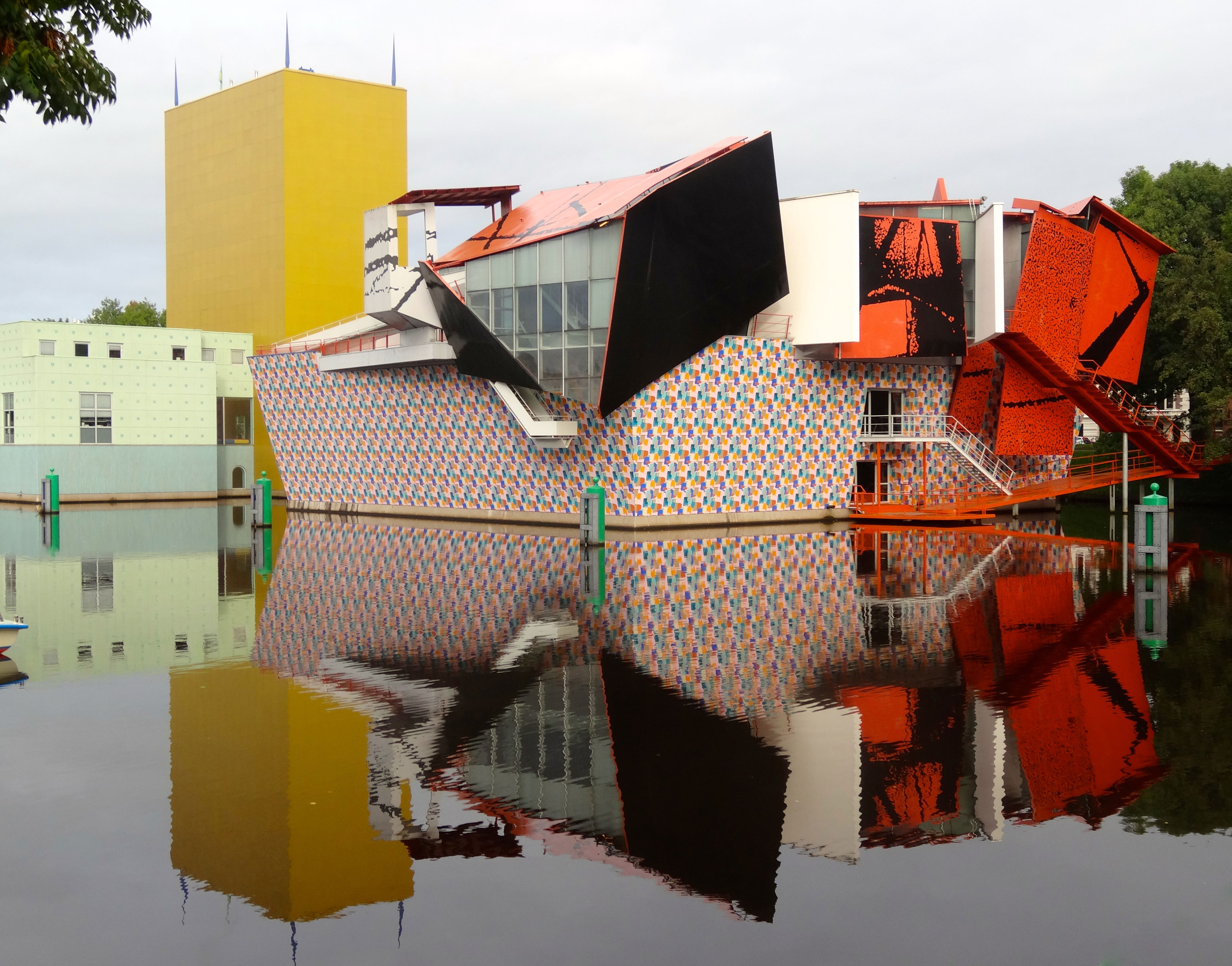
Groninger Museum, Groningen
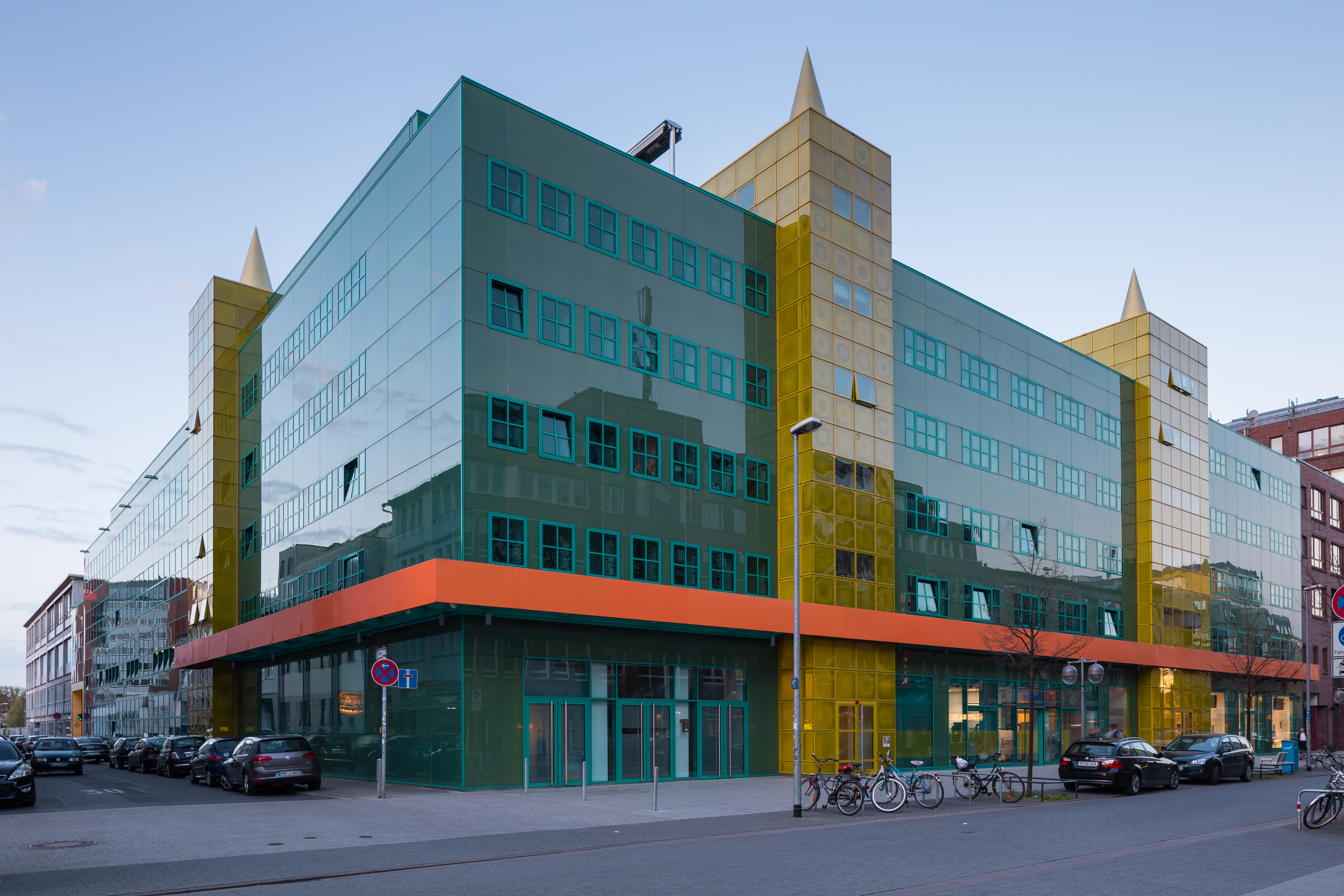
Mendini-Haus, Hannover
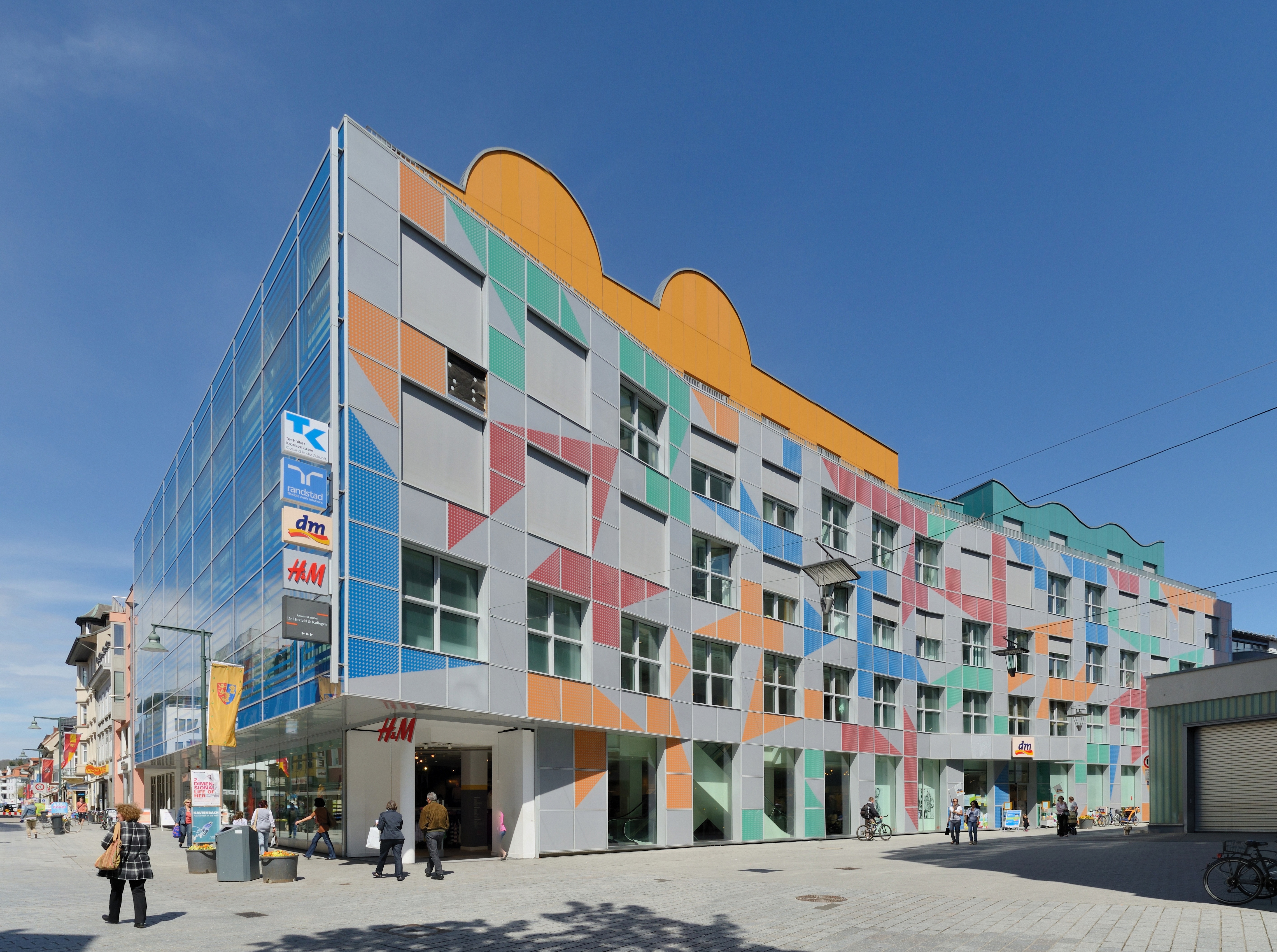
Galleria Mendini, Lörrach
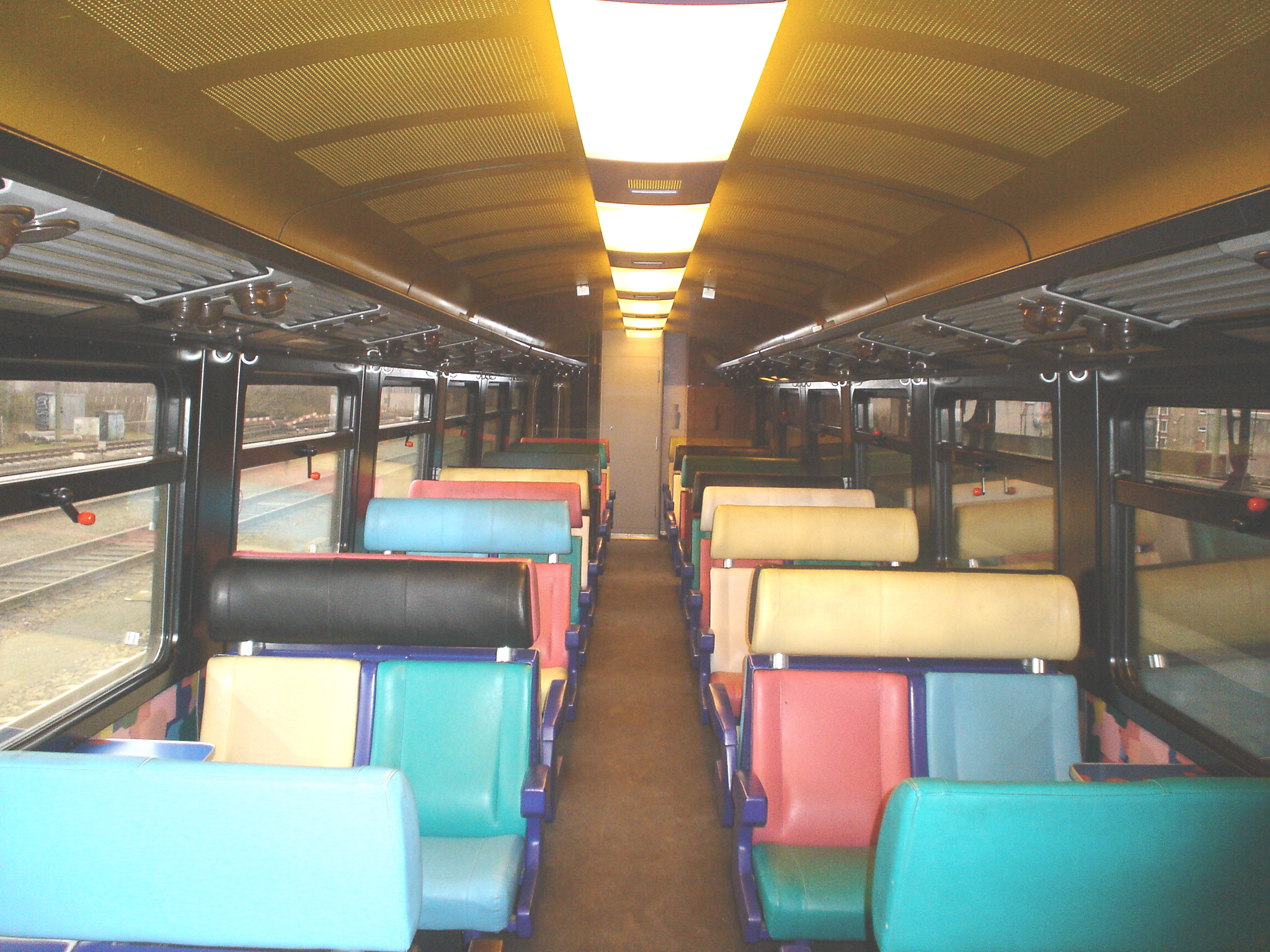
Interieur van treinstel 4023 (2e klas)
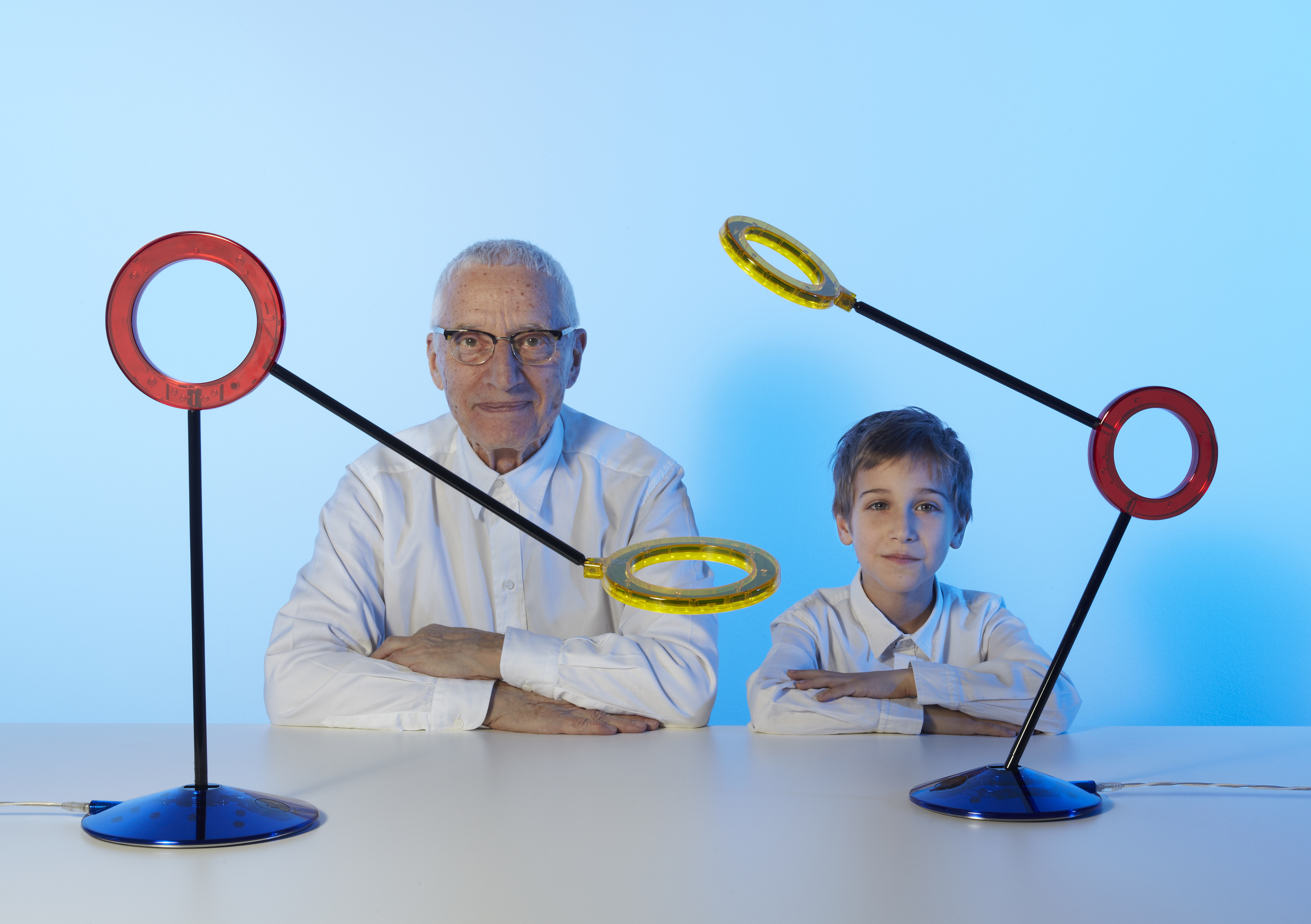
RAMUN amuleto 2010

## Fotogalerij
- Groninger Museum,
Groningen
- Mendini-Haus,
Hannover
- Galleria Mendini,
Lörrach
- Interieur van treinstel 4023 (2e klas)
- RAMUN amuleto 2010